# Kvadratrisa
Kvadratrisa (tudi kvadratrika) (iz latinske besede quadrator, kar pomeni osebo, ki kvadrira) je krivulja, ki ima take koordinate, da so lahko merilo za ploščino (kvadraturo) neke druge krivulje. Najbolj so znane krivulje iz skupine krivulj Dejnostrata (390 pr. n. št.–320 pr. n. št.) in Tschirnhausa (1651–1708). Vse te krivulje so povezane s krožnico.
Dejnostratova kvadratrisa ali Hipijeva kvadratrisa je bila dobro znana že geometrom iz antične Grčije. Uporabljali so jo za reševanje problema kvadrature kroga. Dejnostrat je bil Platonov učenec in geometer in je prvi obravnaval to krivuljo ter pokazal kako se lahko uporabi pri kvadraturi kroga. 
Najbolj znana kvadratrisa je Hipijeva kvadratrisa (znana tudi kot Dejnostratova kvadratrisa).